# Iglesia presbiteriana libre de Escocia
La Iglesia Presbiteriana Libre de Escocia (en inglés: Free Presbyterian Church of Scotland, y en gaélico escocés: An Eaglais Shaor Chlèireach) es una denominación cristiana presbiteriana calvinista formada en 1893. La iglesia se considera la heredera constitucional de la Iglesia de Escocia histórica tal como se estableció originalmente en 1560 y se reformó posteriormente.

## Historia
La Iglesia Presbiteriana Libre de Escocia fue fundada el 28 de julio de 1893 en Raasay, Escocia. Sus principales fundadores fueron los reverendos Donald Macfarlane y Donald Macdonald. La formación de esta iglesia se debió a la oposición a la Ley Declaratoria de 1892 de la Iglesia Libre de Escocia, que, según los fundadores de la Iglesia Presbiteriana Libre, modificaba la estricta adhesión a la Confesión de Fe de Westminster. Consideraron que la Ley Declaratoria comprometía principios fundamentales de la fe reformada.
El reverendo Donald Macfarlane, ministro de la Iglesia Libre de Escocia en Raasay, protestó formalmente contra la Ley Declaratoria en la Asamblea General de la Iglesia Libre en mayo de 1893. Al ser rechazada su protesta, se sintió obligado a separarse de la Iglesia Libre. Pronto se le unió el reverendo Donald Macdonald de Shieldaig, y juntos constituyeron el Presbiterio de la Iglesia Presbiteriana Libre.
A lo largo de su historia, la iglesia ha mantenido una postura conservadora en teología y práctica, buscando adherirse a los principios de la Reforma Escocesa y los estándares de Westminster.

## Doctrina
La Iglesia Presbiteriana Libre de Escocia se adhiere a una teología calvinista y considera la Biblia como la Palabra de Dios inspirada, inerrante e infalible, siendo la única regla de fe y vida. Su estándar subordinado principal es la Confesión de Fe de Westminster, junto con los Catecismos Mayor y Menor.
Algunos puntos doctrinales destacados incluyen:
- La Soberanía de Dios: Creencia en la soberanía absoluta de Dios en la creación, la providencia y la salvación.[4]
- Las Escrituras: La Biblia es la autoridad suprema en todos los asuntos de fe y práctica. En las congregaciones de habla inglesa, se utiliza exclusivamente la Versión Autorizada (King James).[4]
- La Adoración: La adoración debe ser regulada por la Escritura (Principio Regulador de la Adoración). Esto incluye el canto exclusivo de los Salmos métricos sin acompañamiento instrumental, la oración y la predicación de la Palabra de Dios.[5]
- Los Sacramentos: Se reconocen dos sacramentos instituidos por Cristo: el Bautismo y la Santa Cena.[1]
- El Día del Señor: La observancia sagrada del domingo como día de reposo cristiano.[6]
- Separación Eclesiástica: La iglesia mantiene una postura de separación de otras denominaciones que considera que se han desviado de la verdad bíblica o han comprometido sus principios.[4]

La iglesia se identifica como "Reformada en doctrina, adoración y práctica eclesiástica, y en piedad".

## Gobierno Eclesiástico
El gobierno de la Iglesia Presbiteriana Libre de Escocia es presbiteriano, basado en el modelo de gobierno eclesiástico por ancianos (presbíteros) en cortes ascendentes:
- Consistorio (Kirk Session): Cada congregación local es gobernada por un consistorio de ancianos, presidido por el ministro.
- Presbiterio: Los ministros y ancianos representantes de varias congregaciones en un distrito forman un presbiterio.
- Sínodo: El tribunal supremo de la iglesia es el Sínodo, compuesto por ministros y ancianos representantes de los presbiterios.[7]

Todos los oficiales de la iglesia deben suscribirse plenamente a la Confesión de Fe de Westminster.

## Adoración y Prácticas
La adoración en la Iglesia Presbiteriana Libre de Escocia se caracteriza por su sencillez y conformidad con el Principio Regulador de la Adoración. Los servicios incluyen:
- Canto exclusivo de los Salmos en versiones métricas, sin acompañamiento de música instrumental.[5]
- Oraciones.
- Lectura de las Escrituras.
- Predicación expositiva de la Palabra de Dios.[5]

Se observan las «temporadas de comunión» una o dos veces al año en cada congregación para la administración de la Santa Cena, que a menudo incluyen servicios preparatorios, el servicio de comunión el domingo y un servicio de acción de gracias el lunes.
La iglesia también enfatiza la piedad personal y familiar, y la necesidad de una vida cristiana que se distinga de la mundanalidad.

## Presencia Global
Originalmente establecida en Escocia, la Iglesia Presbiteriana Libre de Escocia tiene congregaciones en varias partes del mundo. Además de Escocia, cuenta con presencia en Inglaterra, Irlanda del Norte, Europa continental, América del Norte (Estados Unidos y Canadá), Australia y Nueva Zelanda. También tiene una significativa labor misionera en Zimbabue y presencia en otros países de África y Asia.
La iglesia opera un sitio web en español (https://iglesiapl.org/) que proporciona información y recursos doctrinales en este idioma. Sin embargo, en la información disponible en dicho sitio web (a mayo de 2025), no se listan congregaciones organizadas específicas en países hispanohablantes de América Latina o España.